# Kuckuckstauben

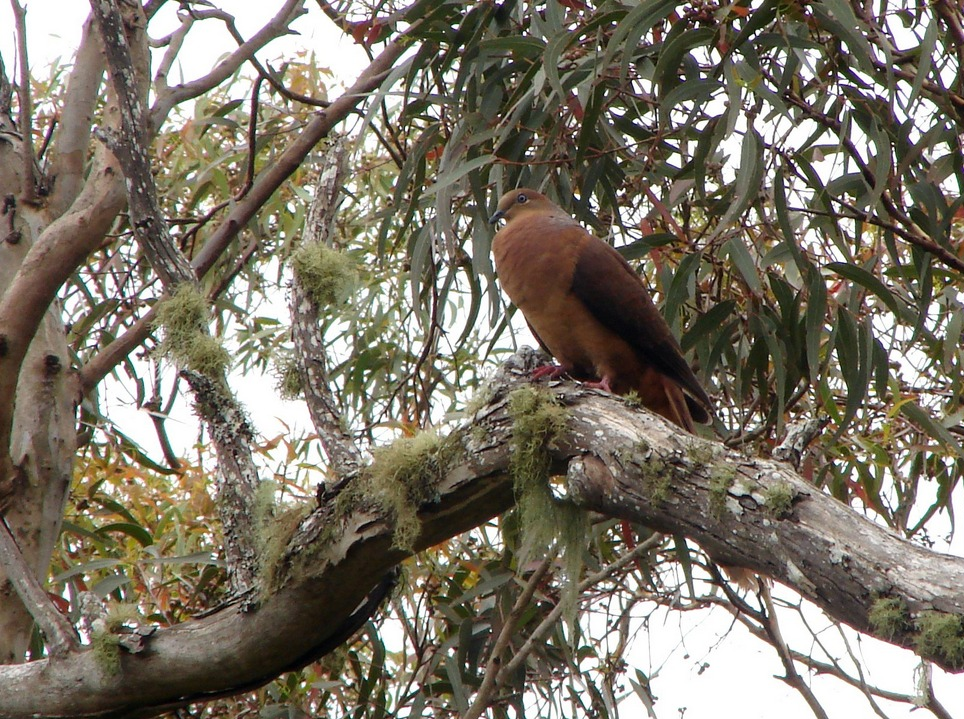
Dunkle Kuckuckstaube

Kuckuckstauben (Macropygia) sind eine Gattung der Taubenvögel. Zur Gattung werden zehn rezente Arten gerechnet. Die Arten kommen nur in Südostasien vor.

## Erscheinungsbild
Kuckuckstauben erreichen eine Körperlänge zwischen 25 und 45 Zentimetern. Größenmäßig entsprechen sie damit der Lachtaube bis hin zu einer Straßentaube. Einige der Arten haben einen klar erkennbaren Geschlechtsdimorphismus.
Die meisten Arten haben ein rotbraunes Gefieder. Die Federn einzelner Körperpartien sind dunkel gesäumt, sodass eine Streifung beziehungsweise Tüpfelung entsteht, die an das Gefieder eines Kuckucks erinnert. Die Flügel sind stark gerundet. Die mittleren Schwanzfedern sind auffällig lang und breit. Die übrigen sind kurz, so dass der Schwanz insgesamt stark abgestuft wirkt. Während der Nahrungssuche nutzen Kuckuckstauben diesen Schwanz häufig zum Abstützen und Balancieren. Die Füße sind für eine Taubenart ungewöhnlich kurz.

## Verbreitung und Verhalten
Das Verbreitungsgebiet der Kuckuckstauben ist sehr groß. Es reicht vom Himalayagebiet Indiens über den Süden Chinas über Indonesien und die Philippinen bis nach Vanuatu und Australien. Die Nahrung besteht aus Beeren, Früchten, Sämereien sowie Reis. Die Arten sind vorwiegend Baum- und Strauchbewohner. Die Lebensgewohnheiten der Kuckuckstauben sind noch weitgehend unerforscht. Soweit von den einzelnen Arten bekannt, bauen sie Nester, die für Tauben aus ungewöhnlich viel Nistmaterial bestehen. Das Gelege besteht nur aus einem Ei.

## Arten
Die Kuckuckstauben gehören innerhalb der Ordnung der Taubenvögel zu der Unterfamilie Columbinae. Neben zehn rezenten Arten werden die Huahine-Kuckuckstaube (Macropygia arevarevauupa) und die Marquesas-Kuckuckstaube (Macropygia heana) dieser Gattung zugerechnet. Diese ausgestorbene Arten sind nur von etwa 750 bis 1250 Jahre alten subfossilen Knochenfragmenten aus Ausgrabungen auf Huahine (Gesellschaftsinseln) sowie den Marquesas bekannt. Die heute noch vorkommenden Arten sind:
- Malayische Kuckuckstaube (Macropygia unchall)
- Andamanen-Kuckuckstaube (Macropygia rufipennis)
- Philippinen-Kuckuckstaube (Macropygia tenuirostris)
- Dunkle Kuckuckstaube (Macropygia phasianella)
- Indonesien-Kuckuckstaube (Macropygia emiliana)
- Rosabrust-Kuckuckstaube (Macropygia amboinensis)
- Große Kuckuckstaube (Macropygia magna)
- Kleine Kuckuckstaube (Macropygia ruficeps)
- Zwergkuckuckstaube (Macropygia nigrirostris)
- Fuchsrote Kuckuckstaube (Macropygia mackinlayi)

## Belege